# Навозный червь
Навозный червь, или компостный червь (лат. Eisenia fetida), — вид малощетинковых червей из семейства настоящих дождевых червей (Lumbricidae). Видовое название fetida означает «дурно пахнущий», что связано со специфическим неприятным запахом, исходящим от тела червя.

## Описание
Длина тела навозного червя составляет от 6 до 10 см. Тело имеет 105 сегментов, в каждом сегменте пурпурное кольцо. Окраска тела красноватого цвета. По сравнению с другими видами дождевых червей навозный червь очень подвижен и сразу уползает при опасности.

### Размножение
Половозрелость червя можно установить по пояску (clitellum). Несмотря на то, что навозные черви, как и дождевые, являются гермафродитами, для размножения необходимы две особи.

## Распространение
Компостный червь живёт преимущественно под прелыми растениями, например, в компостной или навозной куче, а также на лугах.

## Взаимодействие с человеком
Навозный червь используется для производства вермикомпоста и в качестве наживки для рыбалки.

### Вермикультура
Разведение земляных червей — вермикультура позволяет переработать различные виды органических отходов в качественное экологически чистое удобрение — биогумус. Кроме этого, благодаря плодовитости червей, можно наращивать их биомассу для использования в качестве кормовых добавок к рациону сельскохозяйственных животных и птицы. Для разведения червей подготавливают компост из различных органических отходов: навоза, куриного помета, соломы, опилок, опавших листьев, сорняков, веток деревьев и кустов, отходов перерабатывающей промышленности, овощехранилищ и т. д. После того, как в компосте условия среды приводят к оптимальным, осуществляется заселение червей в компост. Через 2—3 месяца производится выборка размножившихся червей из получившегося биогумуса.
Основоположник вермикультивирования Томас Дж. Баррет (1884—1975) на своей ферме «Earthmaster Farms» и Джордж Шеффилд Оливер с 1937 по 1950 год играли самую важную роль в деле убеждения садоводов, фермеров и других аграриев в ценности и потенциальной важности дождевых червей в агропроизводстве. Повышенный урожай был выращен в рамках его проекта «Earthmaster Farms» с помощью собственной популяции дождевых червей (Eisenia fetida andrei).